# Hrabstwo Keya Paha

Piramida wieku hrabstwa

Hrabstwo Keya Paha (ang. Keya Paha County) – hrabstwo w stanie Nebraska w Stanach Zjednoczonych. W roku 2010 liczba mieszkańców wyniosła 824. Stolicą i największym miastem jest Springview.

## Geografia
Całkowita powierzchnia wynosi 2004,7 km² z czego woda stanowi 2,6 km² (0,11%) .

### Wioski
- Burton
- Springview